# Alberto Della Torre
Alberto Della Torre (Busto Arsizio, 8 settembre 1945) è un ex ciclista su strada e pistard italiano.
Professionista dal 1967 al 1976, in carriera ottenne cinque vittorie, fra le quali il Giro del Veneto nel 1968. Come pistard partecipò due volte ai mondiali di mezzofondo e nel 1974 vinse con Giorgio Morbiato la sei giorni di Delhi.

## Palmarès

### Strada
- 1966 (dilettanti)

Piccolo Giro di Lombardia
Milano-Bologna
- 1968 (Filotex, due vittorie)

Giro del Ticino
Giro del Veneto
- 1969 (Filotex, due vittorie)

Gran Premio Industria e Commercio di Prato
3ª tappa Volta Ciclista a Catalunya (Mollet del Vallès > Balaguer)
- 1970 (Filotex, una vittoria)

Tour des Quatre Cantons

### Pista
- 1974

Sei giorni di Delhi

## Piazzamenti

### Grandi Giri
- Giro d'Italia

1967: 48º
1968: 56º
1969: 54º
1970: 62º
1971: 72º

### Classiche monumento
- Milano-Sanremo

1967: 57º
1968: 58º
1969: 87
1970: 29º
1971: 29º
- Giro di Lombardia

1967: 23º
1968: 17º

### Competizioni mondiali
- Campionati del mondo su pista

Varese 1971 - Mezzofondo: eliminato
Marsiglia 1972 - Mezzofondo: eliminato